# Regéczi Nagy Imre
Regéczi Nagy Imre másként Regéczy (Miskolc, 1854. október 29. – Bécs, 1891. március 10.) orvosdoktor, az állatorvosi akadémia tanára.

## Életpályája
Orvosi tanulmányait a budapesti egyetemen végezte, ahol 1877-ben kapta meg oklevelét. Másodéves orvostanhallgató korában már szemészeti pályadíjat nyert, ötödéves korában pedig Jendrássik tanár mellé az orvosi természettan segédjévé választatott, mint ilyen egyszersmind az élettani előadásoknál is segédkezett. 1878-ban  mint katonaorvos Boszniában működött. 1879-ben az élettani tanszék első segédjének választották, mely minőségben 1884-ig működött, miközben 1881-ben élettani magántanárrá habilitálták. 1884-ben nevezték ki egyetemi rendkívüli tanárrá, ettől fogva 1890 végéig mint segédtanár az élettani oktatásában vett részt. 1890 elején az állatorvosi akadémián Thanhoffer tanárnak lett utódja az ottani élettani tanszéken.
Cikkei az Orvosi Hetilapban (1877. Az «a» szögletről, 1878. A 16. számú cs. k. katonakórházban Tiroch ezredorvos osztályából: Vér-átömlesztés, Az alkalmazkodás befolyása a látásra, 1880. A fehérnyeoldatok szűrődéséről, A vérnyomásról, 1888. Uj módok az ingerület tovaterjedése sebességi meghatározására az izomban); az Archiv für die gesammte Physiologie-ben (Bonn 1885. Die Ursache der Stabilität des Blutdruckes).

## Kutatási területe

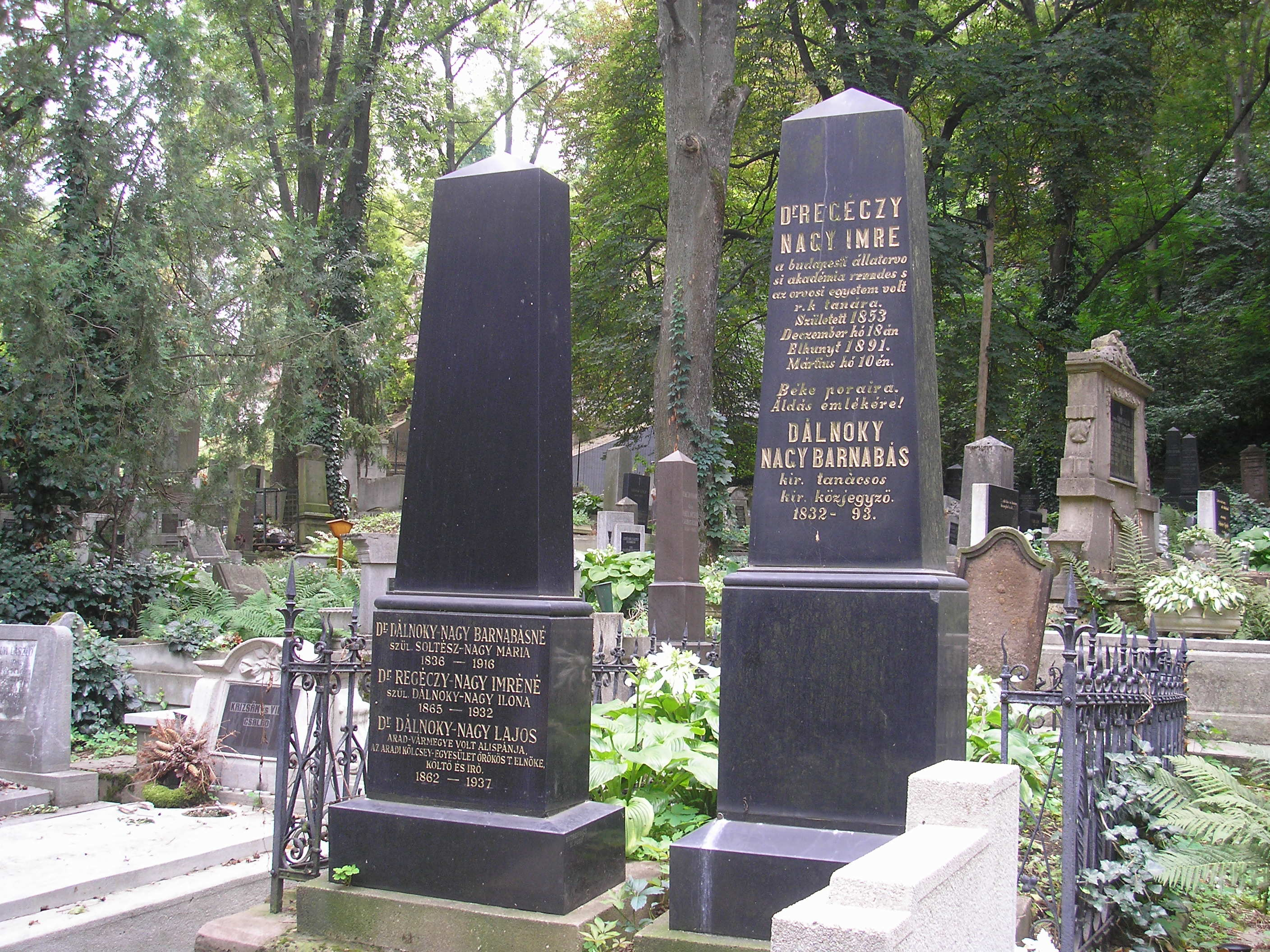
Regéczy Nagy Imre és családja síremléke, az Avasi temetőben

Búvárkodásának tárgyai leginkább az élettani fizika körében mozogtak.

## Munkái
- Adatok a szűrődés tanához. Bpest, 1881. (Értekezések a term. tud. kör. XI. 20.).
- A folyadékok áramlása hajszálcsövekben, 5 ábr. Adatok a fehérnyeoldatok átszivárgásához. Bpest, 1883. (Értekezések a term. tud. köréből, XIII. 7.).
- A vérnyomás állandóságának oka. Bpest. 1884.
- Észrevételek az osmosis elméletéhez. Bpest, 1885. (Értekezések a term. tud. kör. XV. 14.).
- Egy újabb eljárás az áramerő-mutató foksor készítésére a bevezető du Bois-féle szánkakészüléken. Az ingerület kiindulási helyének megállapítása az izomban bevezetett áramokkal való ingerléskor. Az ingerület látszólagos lappangási időszakasza az izom közvetlen ingerlésekor. Bpest, 1887. 3 tábla és 4 ábr. (Értek. a term. tud. kör. XVII. 5.).
- Kisérleti adatok a Porret-féle izom-tünemény jelentőségének kérdéséhez. Bpest, 1888. (Értek. a term. tud. kör. XVIII. 6.).
- Az izomáram nemleges változata által egy másik izomban közvetetlenül kiváltott másodlagos rángásról. Bpest, 1888. (Értek. a term. tud. kör. XVIII. 7.).
- Experimentelle Beiträge zur Frage des Porret'schen Muskelphänomens. Bonn, 1889. (Különny. az Archiv f. d. ges. Physiologie 45. kötetéből).
- Bemerkungen bezüglich der zuletzt von Herrn L. Hermann und Herrn E. Münzer veröffentlichten Abhandlungen. Bpest, 1890. (Különny. az Archiv f. d. ges. Physiologie 46. kötetéből).
- Vizsgálatok az izomrángás lefolyásának különböző behatásokra beálló módosulatairól, a Jendrássik összehúzódási elméletének alapján. Bpest, 1891. (Értek. a term. tud. kör. XXI. l.).